# 15379 Alefranz
15379 Alefranz (1997 QG1) là một tiểu hành tinh vành đai chính được phát hiện ngày 29 tháng 8 năm 1997 bởi P. Sicoli và P. Chiavenna ở Sormano. Nó được đặt theo tên nhóm hài vùng Milan Ale e Franz, bạn tri kỷ của Chiavenna.